# Saudade (álbum de Thievery Corporation)
Saudade é o sétimo álbum de estúdio da dupla Thievery Corporation. Foi lançado em 2014 pela gravadora da dupla, a Eighteenth Street Lounge Music.

## Faixas
| N.º            | Título             | Vocal                | Duração |  |
| 1.             | "Décollage"        | Lou Lou Ghelichkhani | 3:23    |  |
| 2.             | "Meu Nêgo"         | Karina Zeviani       | 3:21    |  |
| 3.             | "Quem Me Leva"     | Elin Melgarejo       | 3:29    |  |
| 4.             | "Firelight"        | Lou Lou Ghelichkhani | 3:33    |  |
| 5.             | "Sola in Città"    | Elin Melgarejo       | 2:27    |  |
| 6.             | "No More Disguise" | Lou Lou Ghelichkhani | 3:28    |  |
| 7.             | "Saudade"          |                      |         |  |
| 8.             | "Claridad"         | Natalia Clavier      | 3:44    |  |
| 9.             | "Nós Dois"         | Karina Zeviani       | 3:03    |  |
| 10.            | "Le Coeur"         | Lou Lou Ghelichkhani | 3:04    |  |
| 11.            | "Para Sempre"      | Elin Melgarejo       | 2:58    |  |
| 12.            | "Bateau Rouge"     | Lou Lou Ghelichkhani | 4:09    |  |
| 13.            | "Depth of My Soul" | Shana Halligan       | 3:23    |  |
| Duração total: | Duração total:     | Duração total:       | 42:07   |  |

## Membros

### Vocais
- Lou Lou Ghelichkhani (1,4,6,10,12)
- Karina Zeviani (2,9)
- Elin Melgarejo (3,5,11)
- Natalia Clavier (8)
- Shana Halligan (13)

### Instrumentos
- Contrabaixo – Conrado Bokoles, Eric Hilton, Federico Aubele, Justin Parrott
- Bateria – Jeff Franca, Mike Lowery
- Guitarra – Conrado Bokoles, Federico Aubele, Mateo Monk, Rob Garza
- Sopro – Frank Mitchell, Jr.
- Teclados – Enea Diotaiuti, Rob Garza
- Percussão – Jeff Franca, Roberto Santos
- Cordas – Columbia Heights Ensemble
- Todos os outros instrumentos por Eric Hilton e Rob Garza